# Мірзачульський район
Мірзачульський район (узб. Мирзачўл тумани, Mirzacho’l tumani) — район у Джиззацькій області Узбекистану. Розташований на сході області. Утворений 9 січня 1967 року. Центр — місто Гагарін.